# 楊醜
楊醜（？—198年），東漢末期人物，張楊部下。建安三年（198年），曹操攻擊呂布時張楊欲迎救，楊醜殺張楊，欲帶領張楊部下投奔曹操，但未成事而被同為張楊部下眭固所殺。